# Diostrombus rutshuruensis
Diostrombus rutshuruensis är en insektsart som beskrevs av Synave 1973. Diostrombus rutshuruensis ingår i släktet Diostrombus och familjen Derbidae. Inga underarter finns listade i Catalogue of Life.